# Кобаясі Масакі
Маса́кі Кобая́сі (яп. 小林 正樹, Кобаясі Масакі, нар. 14 лютого 1916, Отару, Хоккайдо, Японія — пом. 4 жовтня 1996, Токіо, Японія) — японський кінорежисер, сценарист і продюсер. Лауреат низки національних і міжнародних фестивальних та професійних кінонагород .

## Біографія
Масакі Кобаясі народився 14 лютого 1916 року в префектурі Хоккайдо. У юнацькі роки навчався в токійському університеті Васеда на філософському відділенні літературного факультету, вивчав мистецтво давньої Японії, Китаю, Південно-східної Азії, Індії, Греції. 1941 року поступив асистентом режисера на кіностудію Офуне кінокомпанії Сьотіку. У січні 1942 року Масакі був призваний до армії. Служив у Маньчжурії в Харбіні. На знак протесту проти жорстокості війни він відмовлявся від всіляких підвищень у званні і увесь час служби залишався рядовим. Після закінчення бойових дій Кобаясі ще рік провів у таборі на Окінаві і лише в листопаді 1946 році повернувся на «Сьотіку». 1947 року Кобаясі став асистентом режисера у Кейсуке Кіносіти, за час співпраці з яким написав декілька сценаріїв. 1953 року Кобаясі заснував разом з Кобо Абе власну незалежну кіностудію Сін-ей-про.

## Творча кар'єра
Першим самостійним фільмом Масакі Кобаясі як режисера стала драма «Юність сина». Наступним фільмом став «Щирість» про любов підлітка, на якому сценаристом виступив Кейсуке Кіносіта. Проте Кобаясі хотів йти далі і знімати інше кіно, внаслідок чого він йде з Сьотіку і разом з письменником Кобо Абе засновує незалежну кіностудію «Сін-ей-про», першим фільмом на якій став «За товстою стіною». Сценарій написав Кобо Абе за участю Кобаясі. Фільм присвячений військовій тематиці, точніше військовим злочинцям, які через те, що виконували наказ, стали злочинцями, а їхні безпосередні начальники «вийшли сухими з води». Проте фільм не виходив на екрани протягом трьох років через свій антиамериканізм.
Раніше цього фільму, у 1956 році, виходить «Я вас купую», що розповідає про молодого бейсболіста, одержимого жагою наживи: він приносить у жертву все, навіть особисті стосунки, заради грошей. У результаті він стає переможцем. У фільмі «Чорна річка» Кобаясі знову повертається до військової тематики. Цього разу він розповідає історію про корупцію на військових американських базах, які притягували до себе різних злодіїв, повій і азартних гравців. Наймонументальнішим фільмом Кобаясі стала стрічка «Доля людська» — екранізація однойменного роману Дзюмпея Ґомікави. Екранізація була трилогією, кожна частина з якої тривала близько 3 годин. Фільм розповідає про пацифіста Кадзі, який був насильно завербований в армію і якого примушували вбивати китайців, беззаперечно підкоряючись начальству. Кобаясі хотів показати, як війна міняє людину, при цьому сам режисер неодноразово порівнював головного героя Кадзі, якого зіграв Тацуя Накадай, з собою під час служби в армії.
У 1962 році виходить чорно-білий фільм Харакірі, що розповідає історію самурая, який продав свій меч, щоб допомогти сім'ї. Розорившись, самурай за традицією повинен вчинити харакірі, проте меч продано, і йому доводиться вчинити харакірі бамбуковим мечем. За цю ганьбу починає мстити тесть померлого, проте теж гине. Фільм отримав спеціальний Приз журі на 16-му Каннському міжнародному кінофестивалі. 1965 року виходить єдина робота режисера, позбавлена соціальних мотивів, — Кайдан (фільм відомий також під назвою Повість про привидів) екранізація чотирьох творів Лафкадіо Хірна. Крім того, уперше для режисера фільм знімався в кольорі і повністю у студії. Особливе значення для фільму мали колір і музика (композитор Тору Такеміцу). Кожен з епізодів фільму мав свій домінуючий колір. Фільм був відзначений спеціальним Призом журі на 18-му Каннському кінофестивалі в 1965 році.
Кобаясі звертався і до телебачення, хоча не любив знімати в цьому форматі. Відомий його телесеріал «Скам'янілість», що також вийшов в кіноверсії. Сюжет серіалу оповідає про невиліковно хворого підприємця, що подорожує Європою. Особливий акцент робиться на внутрішніх переживаннях головного персонажа. 1983 року виходить документальний фільм «Токійський суд», що містить документальні кадри Токійського процесу, хроніку війни в Маньчжурії, а також кадри Потсдамської конференції. Останнім фільмом Кобаясі став «Будинок без їжі», що зачіпає проблеми тероризму.
У 1969 році Масакі Кобаясі входив до складу журі 19-го Берлінського міжнародного кінофестивалю, очолюваного Йоганнесом Шаафом.
Помер Масакі Кобаясі 4 жовтня 1996 року в Токіо від гострого інфаркту міокарда на 81-му році життя.

## Фільмографія
| Рік  | Назва українською           | Оригінальна назва                                     | Режисер | Сценарист | Продюсер |
| ---- | --------------------------- | ----------------------------------------------------- | ------- | --------- | -------- |
| 1949 | Примара Йоцуї               | Yotsuya kaidan                                        |         | Так       |          |
| 1949 | Зламаний барабан            | Yabure-daiko                                          |         | Так       |          |
| 1952 | Юність сина                 | 息子の青春 / Musuko no seishun                        | Так     |           |          |
| 1953 | Щирість                     | まごころ / Magokoro                                   | Так     |           |          |
| 1953 | За товстою стіною           | Kabe atsuki heya                                      | Так     |           |          |
| 1954 | Три любові                  | 三つの愛 / Mittsu no ai                               | Так     | Так       |          |
| 1954 | Десь під величезним небом   | Kono hiroi sora no dokoka ni                          | Так     |           |          |
| 1955 | Прекрасні дні               | 美わしき歳月 / Uruwashiki saigetsu                    | Так     |           |          |
| 1956 | Я куплю вас                 | あなた買います / Anata kaimasu                        | Так     |           |          |
| 1956 | Джерело                     | 泉 / Izumi                                            | Так     |           |          |
| 1957 | Чорна річка                 | 黒い河 / Kuroi kawa                                   | Так     |           |          |
| 1959 | Доля людська. Фільм I       | 人間の條件・第一・第二部 / Ningen no joken I          | Так     | Так       |          |
| 1959 | Доля людська. Фільм II      | 人間の條件・第三・第四部 / Ningen no joken II         | Так     | Так       | Так      |
| 1961 | Доля людська. Фільм III     | 人間の條件・完結篇 / Ningen no joken III              | Так     | Так       | Так      |
| 1962 | Харакірі                    | 切腹 / Seppuku                                        | Так     |           |          |
| 1962 | Спадок                      | からみ合い / Karami-ai                                | Так     |           |          |
| 1964 | Кайдан                      | 怪談 / Kaidan                                         | Так     |           |          |
| 1967 | Бунт самураїв (Повсталий)   | 上意討ち 拝領妻始末 / Jôi-uchi: Hairyô tsuma shimatsu | Так     |           |          |
| 1968 | Японська молодь             | 日本の青春 / Nihon no seishun                         | Так     |           |          |
| 1970 | Під стукіт трамвайних коліс | Dodesukaden                                           |         |           | Так      |
| 1971 | Таверна зла                 | いのちぼうにふろう / Inochi bô ni furô                | Так     |           |          |
| 1975 | Скам'янілість               | 化石 / Kaseki                                         | Так     |           |          |
| 1979 | Полум'яніюча осінь          | 燃える秋 / Moeru aki                                  | Так     |           |          |
| 1983 | Токійський суд (док.)       | 東京裁判 / Tokyo saiban                               | Так     | Так       |          |
| 1985 | Будинок без їжі             | 食卓のない家 / Shokutaku no nai ie                    | Так     | Так       |          |
| 2000 | Дора-хейта                  | Dora-heita                                            |         | Так       |          |

## Визнання
| Нагороди та номінації Масакі Кобаясі   | Нагороди та номінації Масакі Кобаясі | Нагороди та номінації Масакі Кобаясі | Нагороди та номінації Масакі Кобаясі |
| Рік                                    | Категорія                            | Фільм                                | Результат                            |
| -------------------------------------- | ------------------------------------ | ------------------------------------ | ------------------------------------ |
| Венеційський міжнародний кінофестиваль |                                      |                                      |                                      |
| 1960                                   | Золотий лев                          | Доля людська                         | Перемога                             |
| 1960                                   | Премія Сан Джорджо                   | Доля людська                         | Перемога                             |
| 1960                                   | Премія Пазінетті                     | Доля людська                         | Перемога                             |
| 1967                                   | Приз ФІПРЕССІ                        | Бунт самураїв                        | Перемога                             |
| 1985                                   | Золотий лев                          | Будинок без їжі                      | Номінація                            |
| Премія «Майніті»                       |                                      |                                      |                                      |
| 1962                                   | Найкращий фільм                      | Доля людська                         | Перемога                             |
| 1962                                   | Найкращий режисер                    | Доля людська                         | Перемога                             |
| 1963                                   | Найкращий фільм                      | Харакірі                             | Перемога                             |
| 1968                                   | Найкращий фільм                      | Бунт самураїв                        | Перемога                             |
| 1976                                   | Найкращий фільм                      | Скам'янілість                        | Перемога                             |
| 1995                                   | Спеціальна премія за його роботу     | Спеціальна премія за його роботу     | Перемога                             |
| Каннський міжнародний кінофестиваль    |                                      |                                      |                                      |
| 1963                                   | Золота пальмова гілка                | Харакірі                             | Номінація                            |
| 1963                                   | Приз журі                            | Харакірі                             | Перемога                             |
| 1965                                   | Золота пальмова гілка                | Кайдан                               | Номінація                            |
| 1965                                   | Приз журі                            | Кайдан                               | Перемога                             |
| 1969                                   | Золота пальмова гілка                | Японська молодь                      | Номінація                            |
| Британський інститут кінематографії    |                                      |                                      |                                      |
| 1967                                   | Сазерленд Трофі                      | Бунт самураїв                        | Перемога                             |
| Премія Kinema Junpo                    |                                      |                                      |                                      |
| 1968                                   | Найкращий фільм                      | Бунт самураїв                        | Перемога                             |
| 1968                                   | Найкращий режисер                    | Бунт самураїв                        | Перемога                             |
| Премія «Блакитна стрічка»              |                                      |                                      |                                      |
| 1976                                   | Найкращий фільм                      | Скам'янілість                        | Перемога                             |
| 1984                                   | Найкращий фільм                      | Токійський суд                       | Перемога                             |
| Берлінський міжнародний кінофестиваль  |                                      |                                      |                                      |
| 1985                                   | Приз ФІПРЕССІ                        | Токійський суд                       | Перемога                             |
| Премія Японської академії              |                                      |                                      |                                      |
| 1995                                   | Спеціальна премія за творчість       | Спеціальна премія за творчість       | Перемога                             |